# Gymnopilus pallidus
Gymnopilus pallidus là một loài nấm thuộc họ Cortinariaceae.